# Списък на политическите партии в Белгия
Парламентарно представени партии в Белгия са:
- Християндемократически и фламандски
- Новофламандски алианс
- Реформаторско движение
- Фламандски интерес
- Фламандски либерали и демократи
- Социалистическа партия
- Социалистическа партия - различни
- ФламандскиПрогресивни
- Хуманистичен демократичен център
- Еколо
- Зелено!
- Национален фронт